# 蘇文隆
蘇文隆（英語：Don So Man-lung，1968年－），東區裁判法院主任裁判官，港版國安法指定法官。蘇因香港逃犯條例爭議期間在多種案件判決被指偏頗，判處刑罰不相稱，而被部分香港媒體關注。

## 早年經歷
蘇文隆1968年在香港出生，分別於1991年、1992年及1996年，在香港大學取得法學士學位、法學專業證書及法學碩士學位。他1992年獲大律師資格，自1993年起私人執業。蘇於2020年6月獲正式委任為粉嶺裁判法院主任裁判官，
至2020年7月4日，多個媒體報道，蘇文隆獲委任負責處理危害國家安全犯罪案件的指定法官。

## 爭議
關於蘇文隆的爭議，主要是圍繞自2019年起香港逃犯條例爭議相關案件的判決。有網民發起對蘇文隆、水佳麗、吳重儀等多個法官的投訴，當中批評他們處事偏頗，包括分析證據並未符合毫無合理疑點的標準、基於主觀意見作出評論及裁決，以及判刑時持有預設立場等。至2020年7月15日，司法機構首次證實有三名裁判官遭大量投訴，但未有透露姓名。

### 對元朗恐襲事件施襲者放寬保釋條件
蘇文隆曾經於2019年10月及12月放寬涉參與元朗襲擊事件白衣人的保釋條件，備受爭議。

### 2020年1月輕判藏毒警察
蘇文隆曾經於2020年1月，輕判一名藏有冰毒、偉哥及私煙的休班警，僅判其罰款5,000元及接受感化令，而備受爭議。

### 判決社工復興運動成員阻差辦公爭議
於香港逃犯條例爭議期間，社工復興運動成員劉家棟曾經於一次示威活動中嘗試調停，呼籲警讓人群離開，但反被控阻差辦公，及後蘇文隆判其罪名成立，重判其監禁一年，更拒絕辯方提出保釋等候上訴的申請。最終高院批准涉案社工保釋等候上訴。其後有網民投訴，指裁判官對案件存有偏頗或先入為主的觀點，包括沒有接納被告人的證供、判處的刑罰不相稱，以及迅速拒絕被告的保釋申請等。

### 重判大三罷案被告
2019年11月12日，網民發起「大三罷」，大埔當日早上亦有示威者堵路。至示威人士散去後，31歲的麵包師傅葉耀民在安慈路被警察截停兼搜出背包有木棍、護目鏡、泳鏡、六角匙及防毒面具等而以藏有非法用途工具用作非法用途罪被起訴。在2020年8月25日，蘇在不接受被告指有關工具是用於工作用途的解釋，又以葉身上工具很多為由，相信他不只是旁觀者及不信有關工具用作保護自己，而相信葉是長期對抗警察，更以其長時間在現場旁觀為由，裁定葉有關控罪成立，重判其入獄9個月。之後，葉獲批准以5萬港元保釋外出等候上訴。